# Апасмара

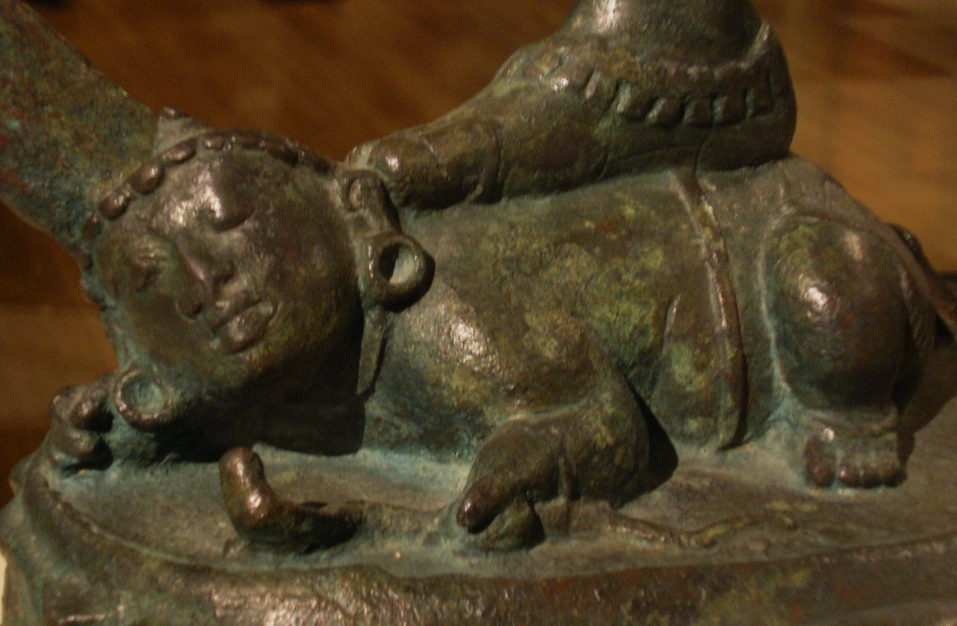
Скульптурне зображення Апасмари

Апасмара — персонаж індуїстської міфології, демон-карлик, який представляє духовне невігластво та безглузді розмови.
Він також відомий як Муялака або Муялакан. Щоб зберегти знання у світі, Апасмару слід підкорити, а не вбити, оскільки це порушить необхідний баланс між духовним знанням і невіглаством. Вбивство Апасмари символізувало б досягнення знань без (суттєвих) зусиль, відданості та важкої праці, що призвело б до знецінення знань у всіх їхніх формах. Щоб підкорити Апасмару, Господь Шива прийняв форму Натараджі — Володаря танцю — і виконав космічний танець Тандава. Під час цього танцю Натараджа придушив Апасмару, розчавивши його правою ногою. Оскільки Апасмара є одним із небагатьох демонів, яким судилося безсмертя, вважається, що Господь Шива назавжди залишається у своїй формі Натараджа, пригнічуючи Апасмару назавжди.